# ビリーバンバン
ビリー・バンバン（Billy BanBan）は、東京都国立市出身の兄弟2人組による日本のフォークユニット。株式会社ハブ・マーシー所属。略称は、ビリバン。

## メンバー
- 兄：菅原 孝（すがわら・たかし、1944年8月7日 - ）：ボーカル・コントラバス担当。慶應義塾大学中退。
- 弟：菅原 進（すがわら・すすむ、1947年9月21日 - ）：ボーカル・ギター担当。青山学院大学中退。

特色として、弁舌さわやかな兄の孝と、口下手な弟の進という対照的な2人のコンビとなっている。また、一般人の長兄がおり3人兄弟の次男と三男の兄弟デュオである。

## 歴史

### デビューから解散まで
1965年6月、浜口庫之助が主催するミュージックカレッジで歌、リズム、作曲を学ぶ。1966年、当時青山学院大学の学生であった進が友人達四人組のバンドとして結成。翌1967年にメンバーチェンジが行われ、孝とパーカッションのムッシュ中野（後のせんだみつお。）の三人組のバンドとなる。
1968年5月、孝と進による兄弟デュオとしてビリーバンバンを再編成。1969年1月、『白いブランコ』でキングレコード（SEVEN SEAS）よりメジャーデビュー。20万枚を超える売上となり、一躍フォークシンガーの代表的存在として人気を得る。この曲は当初「星空のハプニング」のB面曲として発表される予定であったが、ニッポン放送のディレクター井村文彦のアドバイスにより、発表直前にA面とB面が入れ替えられたというエピソードがある。レコーディングで曲の冒頭にトランペットが勝手に入れてあり、これに怒った進がスタッフに抗議したという話がある。一方の孝は、与えられた曲を歌えばいいという考えで特に何も言わず、進のフォローに回ることが多かった。
その後人気は低迷するものの1972年、テレビドラマ『3丁目4番地』（日本テレビ）の主題歌である「さよならをするために」が約80万枚の大ヒット、その年の『第23回NHK紅白歌合戦』にも出場。当時のフォークシンガーは、自分の手で作詞・作曲をして、それを歌うという風潮が強く、石坂浩二作詞、坂田晃一作曲の曲に対して進は躊躇しレコーディングを当日にすっぽかしたという逸話が残っている（後に進は本当はいい曲だったと語っている）。この頃から、お互いの考え方に違いが生じ始め、1976年に解散。孝は司会者として、進は歌手・作曲家として己の道を行くこととなる。

### 再結成
進がソロで『琥珀色の日々』をヒットさせるなど、2人はそれぞれの道を歩んでいたが、ビリーバンバンの復活を求めるファンの声は根強く、1984年に再結成、以降は、個人での活動と並行しビリーバンバンとして活動を行う。
現在では、1986（昭和61）年から30年以上にわたり手がけている麦焼酎・いいちこのCMソングでも有名（進のソロ曲が使われたこともある）。
2014年7月、孝が脳出血で緊急入院し、出演予定だった生放送『THE MUSIC DAY』（日本テレビ）には進がソロで「白いブランコ」を披露した。病状では左半身麻痺が残り、声もうまく出せなかったが、リハビリを続けた結果、2015年5月、『大沢悠里のゆうゆうワイド』へのゲスト出演から仕事復帰を果たす。その出演の際、進が大腸がんを患い、孝が倒れた時はその手術が終わったばかりだったことを明かした。2017年7月には兄弟揃って『THE MUSIC DAY』に生出演した。
2019年にはデビュー50周年を迎え、全国ツアーを決行。

### 新境地
2020年1月、マネージャーの勧めで、進がゲーム『アイドルマスター』の楽曲「薄紅」を歌唱した動画をYouTube、ニコニコ動画に投稿。これは有志がビリー・バンバンの音源を編集し同楽曲を歌っているように作成した動画を進自身が確認したことが発端となっている。余談として、「薄紅」の歌い手である小早川紗枝（声 - 立花理香）は2014年に「また君に恋してる」をカバーしている。後日同様に有志が作成した『アイドルマスター』の楽曲「はなしらべ」を進が歌唱した動画を2020年3月にYouTube、ニコニコ動画に投稿した。
その後も、カバー楽曲（主にアニメ・ゲーム楽曲）やビリーバンバンの楽曲を新録したものを、YouTube、ニコニコ動画に不定期に投稿している。またこれが切っ掛けとなり、BS11で放送中のアニメソング専門音楽番組『Anison Days』2021年4月2日放送回に進が単独出演しカバー楽曲を披露した。
2021年7月、ユニバーサルミュージックよりカバー楽曲音源を配信開始。進の歌唱によるフルバージョンでYoutube、AmazonMusic、Apple Music等に対応する。また、これらの音源配信とは別に同配信楽曲のショートバージョンを、一連の投稿動画と同様にYouTube、ニコニコ動画に投稿している。
2022年に公開されたアニメ映画『映画ドラえもん のび太の宇宙小戦争 2021』の挿入歌に、「ココロありがとう」が起用された。
2022年10月15日、さいたまスーパーアリーナ開催のニコニコ超パーティー2022に進が出演。

## 主な楽曲

### ビリー・バンバンとして
- 白いブランコ（1969年）
- さよならをするために（1972年）
- 遅すぎた季節（1994年）
- 砂漠の薔薇 Rose de sable
- 今は、このまま
- 君の詩
- また君に恋してる（2007年）
- いつか来た海（2014年）
- これが恋というなら（2014年）
- さよなら涙（2016年）
- ココロありがとう（2022年）
- めぐり逢い
- 愛につつまれて
- ミドリーヌ
- れんげ草（1972年）
- 誓います
- よかったね笑えて
- ハマクラさんの唄
- 千年の約束
- 想いひとつのハーモニー

### 菅原進
ソロ曲
- 琥珀色の日々
- 時は今、君の中
- 夢を紡ぐ季節〜時は今、君の中〜
- IT'S NICE TO BE WITH YOU　
- シャンバラ〜永遠に愛を秘めて〜
- デジャヴ
- さよなら
- ガラス越しの君にメリー・クリスマス
- おやすみ〜時のしとねに〜
- ラッシュアワー
- 珊瑚色の天使

作曲
- もしも・ひろしまに（作詞：藤公之介、歌：ダーク・ダックス）　テレビ新広島のオープニング・クロージングテーマ
- ライフフレンド亀宗（作詞 : ファミリーオブザマン、編曲 : 中村弘明、歌 : ビリーバンバン）茨城県を中心に展開していた衣料品店亀宗のテーマソング。制作記念に非売品のソノシートが配られた。（AMS-553）

カバー曲
進が動画投稿サイトに投稿したカバー楽曲。（★）印はユニバーサルミュージックよりフルヴァージョンが配信されているもの。
- 薄紅（★）
- はなしらべ
- 卒業写真
- たべるんごのうた
- Snow halation（★）
- 薄荷
- 冒険でしょでしょ?（★）
- あんなに一緒だったのに（★）
- 檄!帝国華撃団
- うっせぇわ
- ようこそジャパリパークへ（★）
- グッバイ宣言（★）
- ファンサ（★）
- ムーンライト伝説
- 世界が終るまでは...
- さよならの夏〜コクリコ坂から〜
- ひこうき雲
- 君をのせて
- Bling-Bang-Bang-Born
- はいよろこんで
- もしもピアノが弾けたなら
- 蠟人形の館（★）

## ディスコグラフィ
発売された作品の中には現在廃盤となっているものもある。

### ビリー・バンバン

#### シングル
- 1〜8・22〜25：キングレコード、9〜18：芸音レコード[注釈 1]、19：CBS・ソニー、20・21：RVC、
26：日本コロムビア、27：グリーンエナジー、28〜：ユニバーサルミュージック。

| #  | 発売日          | A/B面 | タイトル                                      | 作詞            | 作曲                        | 編曲                     | 規格品番   |
| -- | --------------- | ----- | --------------------------------------------- | --------------- | --------------------------- | ------------------------ | ---------- |
| 1  | 1969年 1月15日  | A面   | 白いブランコ                                  | 小平なほみ      | 菅原進                      | 森岡賢一郎               | HIT-741    |
| 1  | 1969年 1月15日  | B面   | 星空のハプニング                              | 浜口庫之助      | 浜口庫之助                  | ありたあきら             | HIT-741    |
| 2  | 1969年 6月1日   | A面   | 恋の花うらない                                | 小平なほみ      | 菅原進                      | 小谷充                   | HIT-747    |
| 2  | 1969年 6月1日   | B面   | どこからきたのかい                            | 菅原進          | 菅原進                      | 小谷充                   | HIT-747    |
| 3  | 1969年 10月1日  | A面   | ミドリーヌ                                    | 菅原進          | 菅原進                      | 小谷充                   | HIT-752    |
| 3  | 1969年 10月1日  | B面   | 愛のおくりもの                                | 小平なほみ      | 菅原進                      | 小谷充                   | HIT-752    |
| 4  | 1970年 2月1日   | A面   | 悲しみの中に                                  | 小平なほみ      | 菅原進                      | 小谷充                   | HIT-758    |
| 4  | 1970年 2月1日   | B面   | さよならの花                                  | 小平なほみ      | 菅原進                      | 小谷充                   | HIT-758    |
| 5  | 1970年 6月1日   | A面   | 白い風とすずらん                              | 菅原孝          | 菅原進                      | 小谷充                   | HIT-767    |
| 5  | 1970年 6月1日   | B面   | 海                                            | アン真理子      | 菅原進                      | 小谷充                   | HIT-767    |
| 6  | 1970年 8月20日  | A面   | ふたり                                        | なかにし礼      | 鈴木邦彦                    | 森岡賢一郎               | HIT-771    |
| 6  | 1970年 8月20日  | B面   | 真夏の砂                                      | なかにし礼      | 鈴木邦彦                    | 森岡賢一郎               | HIT-771    |
| 7  | 1970年 12月1日  | A面   | ドアを開けたら                                | 山上路夫        | 菅原進                      | 高田弘                   | HIT-775    |
| 7  | 1970年 12月1日  | B面   | 茶色い写真                                    | 山上路夫        | 菅原進                      | 高田弘                   | HIT-775    |
| 8  | 1971年 4月1日   | A面   | ヴァンタンの子守唄                            | 竹内秀秋        | 菅原進                      | 小谷充                   | HIT-783    |
| 8  | 1971年 4月1日   | B面   | はたちのロマン                                | 南益子          | 菅原進                      | 菅原進                   | HIT-783    |
| 9  | 1971年 8月10日  | A面   | みにくいあひるの子                            | 小平なほみ      | 菅原進                      | 小谷充                   | X-5        |
| 9  | 1971年 8月10日  | B面   | 何だか知らないけど                            | 菅原孝          | 菅原進                      | 小山恭弘                 | X-5        |
| 10 | 1972年 2月10日  | A面   | さよならをするために                          | 石坂浩二        | 坂田晃一                    | 坂田晃一                 | X-11       |
| 10 | 1972年 2月10日  | B面   | 野ばらの咲いてた道                            | 菅原孝          | 菅原進                      | 青木望                   | X-11       |
| 11 | 1972年 8月10日  | A面   | れんげ草                                      | 安東久          | 安東久                      | 青木望                   | X-13       |
| 11 | 1972年 8月10日  | B面   | この道をどこまでも                            | 菅原孝          | 菅原進                      | 青木望                   | X-13       |
| 12 | 1973年 2月10日  | A面   | 子供たちをよろしく                            | 菅原孝          | 菅原進                      | 柳田ヒロ                 | X-25-W     |
| 12 | 1973年 2月10日  | B面   | ここは故郷                                    | 杉浦誠          | 菅原進                      | 柳田ヒロ                 | X-25-W     |
| 13 | 1973年 8月10日  | A面   | 愛すべき僕たち                                | 橋本淳          | 筒美京平                    | 小谷充                   | X-33-W     |
| 13 | 1973年 8月10日  | B面   | そっと目をあけて                              | 杉浦誠          | 菅原進                      | 柳田ヒロ                 | X-33-W     |
| 14 | 1974年 3月1日   | A面   | 目覚めた時には晴れていた                      | 阿久悠          | 坂田晃一                    | 坂田晃一                 | CD-214-W   |
| 14 | 1974年 3月1日   | B面   | 朝から雨の日曜日には                          | 八坂裕子        | 菅原進                      | 柳田ヒロ                 | CD-214-W   |
| 15 | 1974年 9月1日   | A面   | 思い出を作ろう                                | 安井かずみ      | 菅原進                      | 柳田ヒロ                 | CD-226-W   |
| 15 | 1974年 9月1日   | B面   | 愛の休暇                                      | 八坂裕子        | 菅原進                      | 柳田ヒロ                 | CD-226-W   |
| 16 | 1975年 1月1日   | A面   | やさしい雨                                    | 安井かずみ      | 菅原進                      | 柳田ヒロ                 | CD-236-W   |
| 16 | 1975年 1月1日   | B面   | 最後でいい                                    | 八坂裕子        | 菅原進                      | 柳田ヒロ                 | CD-236-W   |
| 17 | 1975年 11月1日  | A面   | 風のように砂のように                          | 岩谷時子        | クニ河内                    | 萩田光雄                 | CD-266-W   |
| 17 | 1975年 11月1日  | B面   | 碧空                                          | 松本隆          | 菅原進                      | 柳田ヒロ                 | CD-266-W   |
| 18 | 1976年 6月1日   | A面   | 青春の道程                                    | かわむら晃一    | すぎやまこういち            | すぎやまこういち         | LK-11-A    |
| 18 | 1976年 6月1日   | B面   | ふりむいた場面                                | 竜真知子        | 菅原進                      | 高中正義                 | LK-11-A    |
| 19 | 1983年 10月21日 | A面   | あなたのためなら                              | 本庄一郎        | 中村勝彦                    | 淡海悟郎                 | 07SH-1409  |
| 19 | 1983年 10月21日 | B面   | 一日中 僕らは…                                | 菅原孝          | 菅原進                      | 淡海悟郎                 | 07SH-1409  |
| 20 | 1984年 12月5日  | A面   | 誓います                                      | 阿久悠          | 菅原進                      | 奥慶一                   | RHS-553    |
| 20 | 1984年 12月5日  | B面   | きみは45億分の1                               | 阿久悠          | 菅原進                      | 奥慶一                   | RHS-553    |
| 21 | 1985年 10月21日 | A面   | 横浜に鐘が鳴る                                | 秋元康          | 菅原進                      | 佐藤博                   | RHS-557    |
| 21 | 1985年 10月21日 | B面   | My Lost Romance                               | 菅原進          | 菅原進                      | 佐藤博                   | RHS-557    |
| 22 | 1993年 9月22日  | 01    | さよならをするために (ニュー・バージョン)     | 石坂浩二        | 坂田晃一                    | 岸村正実                 | KIDS-153   |
| 22 | 1993年 9月22日  | 02    | さよならをするために (オリジナル・バージョン) | 石坂浩二        | 坂田晃一                    | 坂田晃一                 | KIDS-153   |
| 23 | 1994年 4月21日  | 01    | 季節は回転木馬のように                        | 大津あきら      | 林哲司                      | 萩田光男                 | KIDS-179   |
| 23 | 1994年 4月21日  | 02    | 夢の中へ帰ろう                                | 荒木とよひさ    | 伊藤薫                      | 萩田光男                 | KIDS-179   |
| 24 | 1994年 10月21日 | 01    | 遅すぎた季節                                  | 葉山真理        | 菅原進                      | 吉川忠英                 | KIDS-209   |
| 24 | 1994年 10月21日 | 02    | 君には君しかないのだから                      | 岡田冨美子      | 楠瀬誠志郎                  | 平野たかよし             | KIDS-209   |
| 25 | 1998年 1月21日  | 01    | TUESDAY'S LOVE                                | 河北秀也        | 菅原進                      | South West Acoustic Club | KIDD-1750  |
| 26 | 2000年 10月21日 | 01    | よかったね 笑えて                             | 小椋佳          | 亀山耕一郎                  | 亀山耕一郎               | COCC-15374 |
| 26 | 2000年 10月21日 | 02    | 砂漠の薔薇                                    | 葉山真理        | 佐橋俊彦                    | 佐橋俊彦                 | COCC-15374 |
| 27 | 2002年 2月7日   | 01    | 今は、このまま                                | 葉山真理        | 菅原進                      | South West Acoustic Club | GECB-2086  |
| 27 | 2002年 2月7日   | 02    | 千年の約束                                    | 葉山真理        | 菅原進                      | South West Acoustic Club | GECB-2086  |
| 27 | 2002年 2月7日   | 03    | さよならをするために (アコースティックVer.)   | 石坂浩二        | 坂田晃一                    | South West Acoustic Club | GECB-2086  |
| 28 | 2004年 8月4日   | 01    | 今は、このまま                                | 葉山真理        | 菅原進                      | South West Acoustic Club | UICZ-5009  |
| 28 | 2004年 8月4日   | 02    | やさしい雨                                    | 安井かずみ      | 菅原進                      | 森正明                   | UICZ-5009  |
| 28 | 2004年 8月4日   | 03    | 最初から今まで                                | Ryu             | ユ・ヘジュン オ・ソクジュン | 森正明                   | UICZ-5009  |
| 29 | 2005年 11月9日  | 01    | 君の詩                                        | 葉山真理 菅原進 | 菅原進                      | 森正明                   | UICZ-5026  |
| 29 | 2005年 11月9日  | 02    | hana〜夢の旅人〜                              | 葉山真理        | 菅原進                      | 森正明                   | UICZ-5026  |
| 30 | 2007年 11月7日  | 01    | また君に恋してる                              | 松井五郎        | 森正明                      | 森正明                   | UICZ-5035  |
| 30 | 2007年 11月7日  | 02    | ひとりぼっち、ふたりぼっち                    | 葉山真理        | 菅原進                      | 森正明                   | UICZ-5035  |
| 30 | 2007年 11月7日  | 03    | If (日本語ヴァージョン)                       | 岡田冨美子      | D.Gates                     | 森正明                   | UICZ-5035  |
| 31 | 2009年 8月26日  | 01    | また君に恋してる                              | 松井五郎        | 森正明                      | 森正明                   | UICZ-5043  |
| 31 | 2009年 8月26日  | 02    | 時のしずく                                    | 渡辺なつみ      | 菅原進                      | 森正明                   | UICZ-5043  |
| 32 | 2011年 1月19日  | 01    | ずっとあなたが好きでした                      | 松井五郎        | 森正明                      | South West Acoustic Club | UICZ-5050  |
| 32 | 2011年 1月19日  | 02    | 風のポスト                                    | 松井五郎        | 菅原進                      | South West Acoustic Club | UICZ-5050  |
| 33 | 2013年 1月16日  | 01    | 雪が降る前に                                  | 森下和清        | TOMOKO                      | 蓮沼健介                 | UICZ-5057  |
| 33 | 2013年 1月16日  | 02    | 愛は祈りのようだね                            | 松井五郎        | 菅原進                      | 蓮沼健介                 | UICZ-5057  |
| 34 | 2014年 8月6日   | 01    | いつか来た海                                  | 渡辺なつみ      | 森正明                      | 森正明                   | UICZ-5063  |
| 34 | 2014年 8月6日   | 02    | これが恋というなら                            | 松井五郎        | 菅原進                      | 森正明                   | UICZ-5063  |
| 35 | 2016年 11月2日  | 01    | さよなら涙                                    | 松井五郎        | 菅原進                      | 森正明                   | UICZ-5085  |
| 35 | 2016年 11月2日  | 02    | 一枚の絵                                      | 松井五郎        | 森正明                      | 森正明                   | UICZ-5085  |
| 35 | 2016年 11月2日  | 03    | 花を届けに                                    | 乃木リリー      | 菅原進                      | 森正明                   | UICZ-5085  |
| 35 | 2016年 11月2日  | 04    | エンドロール                                  | 松井五郎        | 森正明                      | 森正明                   | UICZ-5085  |
| 36 | 2022年 3月2日   | 01    | ココロありがとう                              | 松井五郎        | 菅原進 菅原知子             | 森正明                   | UPCY-5104  |
| 36 | 2022年 3月2日   | 02    | ぼくドラえもん                                | 藤子・F・不二雄 | 菊池俊輔                    | 森正明                   | UPCY-5104  |
| 36 | 2022年 3月2日   | 03    | 宝の地図                                      | 松井五郎        | 森正明                      | 森正明                   | UPCY-5104  |

#### 企画シングル
1. てんぐのうた（2007年4月23日、テンアライド - R-0721182）
  - 天狗【居酒屋「天狗」イメージソング】

作詞：河合則夫、作曲：菅原進
  - 真冬のオレンジ

作詞：土門弘幸、作曲：菅原進

#### 配信限定シングル
1. ふたり物語（2021年5月26日、ユニバーサルミュージック）
作詞：松井五郎、作曲：菅原進 / 菅原知子
2. いつか虹の向こうへ(2024年9月18日、Havmercy Records)
作詞：松井五郎、作曲：森正明

### アルバム

#### オリジナル・アルバム
|                                      | 発売日         | タイトル                                                                        | 規格           | 規格品番       |                |
| キングレコード                       | キングレコード | キングレコード                                                                  | キングレコード | キングレコード | キングレコード |
| ------------------------------------ | -------------- | ------------------------------------------------------------------------------- | -------------- | -------------- | -------------- |
| 1st                                  | 1969年10月1日  | ビリー・バンバンのえるぴい*ミドリーヌ                                           | LP             | SKD-23         |                |
| 芸音レコード (販売元:日本コロムビア) |                |                                                                                 |                |                |                |
| 2nd                                  | 1972年7月10日  | ビリー・バンバン                                                                | LP             | X-5005         |                |
| 3rd                                  | 1972年12月10日 | ビリー・バンバン 2                                                              | LP             | X-5007         |                |
| 4th                                  | 1973年12月10日 | ビリー・バンバン 3                                                              | LP             | CD-7107-W      |                |
| 5th                                  | 1974年6月25日  | ビリー・バンバン Vol.4                                                          | LP             | CD-7115-W      |                |
| 6th                                  | 1974年12月25日 | SONG FOR YOU                                                                    | LP             | CD-7127-W      |                |
| 日本コロムビア                       |                |                                                                                 |                |                |                |
| 7th                                  | 1976年6月25日  | TWO WAY STREET                                                                  | LP             | LQ-7006-A      |                |
| RCA / RVC                            |                |                                                                                 |                |                |                |
| 8th                                  | 1985年3月21日  | マイ・ロスト・ロマンス                                                          | LP             | RHL-8819       |                |
| キングレコード                       |                |                                                                                 |                |                |                |
| 9th                                  | 1993年12月1日  | Billy BanBan 季節は回転木馬のように〜ビリー・バンバンデビュー25周年記念アルバム | CD             | KICS-368       |                |
| 日本コロムビア                       |                |                                                                                 |                |                |                |
| 10th                                 | 1999年7月17日  | めぐり逢い 〜30th Anniversary〜                                                 | CD             | COCP-30485     |                |
| ユニバーサルミュージック             |                |                                                                                 |                |                |                |
| 11th                                 | 2002年11月27日 | Dear…                                                                           | CD             | UPCH-1207      |                |
| 12th                                 | 2006年2月15日  | 春夏秋冬                                                                        | CD             | UICZ-4150      |                |
| 13th                                 | 2009年1月14日  | セカンド・プロポーズ                                                            | CD             | UICZ-4191      |                |
| 14th                                 | 2011年4月6日   | 君が幸せでありますように                                                        | CD             | UICZ-4240      |                |
| 15th                                 | 2012年2月22日  | 愛は祈りのようだね 〜Nothem Lights〜                                            | CD             | UICZ-4258      |                |
| 16th                                 | 2014年10月15日 | 愛という名の、自由と不自由                                                      | CD             | UICZ-4311      |                |

#### ライブ・アルバム
|                | 発売日         | タイトル                                    | 規格           | 規格品番       |                |
| キングレコード | キングレコード | キングレコード                              | キングレコード | キングレコード | キングレコード |
| -------------- | -------------- | ------------------------------------------- | -------------- | -------------- | -------------- |
| 1st            | 1973年8月25日  | ビリー・バンバン・リサイタル                | LP             | X-5011-W       |                |
| 日本コロムビア |                |                                             |                |                |                |
| 2nd            | 1976年8月25日  | GOOD BYE SO LONG ラスト・コンサート・ライブ | LP             | LZ-7003-4-A    |                |

#### コラボレーションアルバム
| 名義                         | 発売日       | タイトル                           | 規格 | 規格品番  | 発売元         |
| ---------------------------- | ------------ | ---------------------------------- | ---- | --------- | -------------- |
| ビリーバンバン with 小林啓子 | 1971年4月1日 | ゴールデン・フォーク・ジャンボリー | LP   | SKW-33-34 | 日本コロムビア |

#### ベスト・アルバム
| 発売日                       | タイトル                                                                  | 規格           | 規格品番       |                |
| キングレコード               | キングレコード                                                            | キングレコード | キングレコード | キングレコード |
| ---------------------------- | ------------------------------------------------------------------------- | -------------- | -------------- | -------------- |
| 1976年                       | ビッグ・スター・シリーズ ビリー・バンバン                                 | LP             | SKD-405        |                |
| 1982年11月5日                | ベストアルバム                                                            | LP             | K22A-305       |                |
| 1993年9月22日                | ビリーバンバン ベスト・ヒッツ                                             | CD             | KICX-2139      |                |
| 2002年9月4日                 | 昭和フォーティーズ ビリーバンバン 白いブランコ                            | CD             | KICX-7097      |                |
| 2002年12月4日                | ビリーバンバン全曲集                                                      | CD             | KICX-2830      |                |
| 2005年12月7日                | 決定版ビリーバンバン                                                      | CD             | KICX-3356      |                |
| 2013年11月6日                | 決定版 2014 ビリー・バンバン                                              | CD             | KICX-4255      |                |
| 2015年11月11日               | 決定版 2016 ビリー・バンバン                                              | CD             | KICX-4549      |                |
| 2017年11月8日                | 決定版 2018 ビリー・バンバン                                              | CD             | KICX-4813      |                |
| 2019年12月11日               | 決定版 2020 ビリー・バンバン                                              | CD             | KICX-5116      |                |
| アポロン                     |                                                                           |                |                |                |
| 1989年11月5日                | ベスト・アルバム                                                          | CD             | APCA-1032      |                |
| 日本コロムビア               |                                                                           |                |                |                |
| 1991年6月21日                | アンコール!!ヒットグラフティ ビリー・バンバン                             | CD             | COCA-7641      |                |
| 2019年2月20日                | ゴールデン☆ベスト -アーリーイヤーズ-                                      | UHQCD          | COCP-40709     |                |
| ポリスター                   |                                                                           |                |                |                |
| 1995年8月25日                | ビリー・バンバン heritage from '70s コンプリート・ベスト                  | CD             | PSCR-5293      |                |
| アイネットワーク             |                                                                           |                |                |                |
| 2000年10月21日               | ベスト撰集                                                                | CD             | EWCC-86011     |                |
| ハイブライト                 |                                                                           |                |                |                |
| 2003年4月2日                 | ビリーバンバン ツイン・ベスト                                             | CD             | HTCC-2003/4    |                |
| ユニバーサルミュージック     |                                                                           |                |                |                |
| 2004年10月13日               | 時は今、君の中 Billy BanBan 35th Anniversary〜iichiko collections〜       | CD+DVD         | UICZ-4104      |                |
| 2006年11月22日               | iichiko CM SONG SELECTION                                                 | CD             | UICZ-8017      |                |
| 2009年8月26日                | 40周年記念ベストアルバム テーマ・ソング コレクション 〜また君に恋してる〜 | CD             | UICZ-4200      |                |
| 2013年11月13日               | iichiko CM SONG COLLECTION 『これが恋というなら』                         | CD             | UICZ-4290      |                |
| 2017年9月27日                | ALL TIME BEST                                                             | CD             | UPCY-7437/8    |                |
| 2019年8月28日                | 50年の歴史 〜50Years History Best Of Billy BanBan〜                       | CD+DVD         | UPCY-7580      |                |
| プライエイド                 |                                                                           |                |                |                |
| 2005年4月7日                 | ビリー・バンバン名選集                                                    | CD             | HMCD-1003      |                |
| ワーナーミュージックジャパン |                                                                           |                |                |                |
| 2005年4月22日                | 究極のベスト! ビリー・バンバン                                            | CD             | WPCL-70514     |                |
| Sony Music Direct / GT music |                                                                           |                |                |                |
| 2009年12月16日               | GOLDEN☆BEST ビリー・バンバン+菅原進                                       | CD             | MHCL-1649/50   |                |

#### タイアップ曲
| 楽曲                                    | タイアップ                                                 | 収録作品                                            | 時期   |
| --------------------------------------- | ---------------------------------------------------------- | --------------------------------------------------- | ------ |
| さよならをするために                    | 日本テレビグランド劇場『3丁目4番地』主題歌                 | シングル「さよならをするために」                    | 1971年 |
| 誓います                                | 「国際青年の年」協讃歌                                     | シングル「誓います」                                | 1984年 |
| さよならをするために (ニューバージョン) | 日本テレビ系『ザ・サンデー』エンディングテーマ             | シングル「さよならをするために (ニューバージョン)」 | 1993年 |
| 季節は回転木馬のように                  | 静岡けんみんテレビ『おはようしずおか』エンディングテーマ   | シングル「季節は回転木馬のように」                  | 1994年 |
| 遅すぎた季節                            | iichikoコマーシャルソング                                  | シングル「遅すぎた季節」                            | 1994年 |
| よかったね笑えて                        | NHK『みんなのうた』                                        | シングル「よかったね笑えて」                        | 2000年 |
| 砂漠の薔薇                              | “いいちこ” TVCM曲                                          | シングル「よかったね笑えて」                        | 2000年 |
| 今は、このまま                          | “いいちこ” TVCM曲                                          | シングル「今は、このまま」                          | 2002年 |
| 君の詩                                  | “いいちこ” TVCM曲                                          | シングル「君の詩」                                  | 2005年 |
| また君に恋してる                        | “いいちこ” TVCM曲                                          | シングル「また君に恋してる」                        | 2007年 |
| さよなら涙                              | “いいちこ” TVCM曲                                          | シングル「さよなら涙」                              | 2016年 |
| ふたり物語                              | “いいちこ” TVCM曲                                          | 配信シングル「ふたり物語」                          | 2021年 |
| ココロありがとう                        | アニメ映画『映画ドラえもん のび太の宇宙小戦争 2021』挿入歌 | シングル「ココロありがとう」                        | 2022年 |

### 菅原進

#### シングル
|                      | 発売日         | タイトル                        | c/w                                 | 規格           | 規格品番       |                |
| 日本コロムビア       | 日本コロムビア | 日本コロムビア                  | 日本コロムビア                      | 日本コロムビア | 日本コロムビア | 日本コロムビア |
| -------------------- | -------------- | ------------------------------- | ----------------------------------- | -------------- | -------------- | -------------- |
| 1st                  | 1976年7月1日   | 1965年夏                        | 雨のテーマ                          | EP             | LK-16-A        |                |
| ポリドール・レコード |                |                                 |                                     |                |                |                |
| 2nd                  | 1977年10月1日  | ラッシュアワー                  | まごころを君に                      | EP             | DR-6150        |                |
| 3rd                  | 1978年6月21日  | 愛のある景色                    | 夜のハイウェイ・バス                | EP             | DR-6222        |                |
| 4th                  | 1978年10月21日 | 都会はストレンジャー            | 悲しみの堕落                        | EP             | DR-6261        |                |
| CBS・ソニー          |                |                                 |                                     |                |                |                |
| 5th                  | 1979年11月1日  | 雪に抱かれて                    | マイ・ジャニー・ソー・ロング        | EP             | 06SH 645       |                |
| 6th                  | 1980年6月1日   | 悲しみのむこうに                | かげりゆく夏に                      | EP             | 06SH 780       |                |
| アルファレコード     |                |                                 |                                     |                |                |                |
| 7th                  | 1981年6月5日   | 琥珀色の日々                    | 琥珀色の日々 (インストゥルメンタル) | EP             | ALR-734        |                |
| 8th                  | 1981年10月21日 | 長い髪の少女                    | ジュリエット                        | EP             | ALR-748        |                |
| 9th                  | 1982年11月21日 | WOMAN WOMAN                     | ララバイ                            | EP             | ALR-761        |                |
| Vap                  |                |                                 |                                     |                |                |                |
| 10th                 | 1984年10月21日 | 瞳に映して                      | MEMORY'S BELL                       | EP             | 10165-07       |                |
| RCA / RVC            |                |                                 |                                     |                |                |                |
| 11th                 | 1988年1月21日  | 時は今、君の中                  | 水色のグラフティ                    | EP             | B07S-7         |                |
| キングレコード       |                |                                 |                                     |                |                |                |
| 12th                 | 1991年6月21日  | 夢を紡ぐ季節 〜時は今、君の中〜 | 雨にぬれた朝                        | 8cmCD          | KIDS-50        |                |

#### 配信限定シングル
|                                                       | 配信日                                                | タイトル                                              | タイトル                                              |
| ユニバーサルミュージック ビリー・バンバン/菅原進 名義 | ユニバーサルミュージック ビリー・バンバン/菅原進 名義 | ユニバーサルミュージック ビリー・バンバン/菅原進 名義 | ユニバーサルミュージック ビリー・バンバン/菅原進 名義 |
| ----------------------------------------------------- | ----------------------------------------------------- | ----------------------------------------------------- | ----------------------------------------------------- |
| 1st                                                   | 2021年7月7日                                          | ようこそジャパリパークへ                              | original:どうぶつビスケッツ×PPP                       |
| 2nd                                                   | 2021年8月11日                                         | 冒険でしょでしょ?                                     | original:平野綾                                       |
| 3rd                                                   | 2021年9月8日                                          | 薄紅                                                  | original:小早川紗枝(cv:立花理香)                      |
| 4th                                                   | 2021年11月24日                                        | あんなに一緒だったのに                                | original:See-Saw                                      |
| 5th                                                   | 2021年12月1日                                         | グッバイ宣言                                          | original:Chinozo                                      |
| 6th                                                   | 2021年12月15日                                        | Snow halation                                         | original:μ's                                          |
| 7th                                                   | 2022年2月13日                                         | ファンサ                                              | original:mona(cv:夏川椎菜)                            |

#### オリジナル・アルバム
|                                      | 発売日                               | タイトル                             | 規格                                 | 規格品番                             |                                      |
| 芸音レコード (販売元:日本コロムビア) | 芸音レコード (販売元:日本コロムビア) | 芸音レコード (販売元:日本コロムビア) | 芸音レコード (販売元:日本コロムビア) | 芸音レコード (販売元:日本コロムビア) | 芸音レコード (販売元:日本コロムビア) |
| ------------------------------------ | ------------------------------------ | ------------------------------------ | ------------------------------------ | ------------------------------------ | ------------------------------------ |
| 1st                                  | 1974年                               | SUSUMU                               | LP                                   |                                      |                                      |
| ポリドール・レコード                 |                                      |                                      |                                      |                                      |                                      |
| 2nd                                  | 1978年11月21日                       | NIGHT SMILE                          | LP                                   | MR-3152                              |                                      |
| 3rd                                  | 1981年8月1日                         | 愛の風景                             | LP                                   | 25MX-2025                            |                                      |
| アルファレコード                     |                                      |                                      |                                      |                                      |                                      |
| 4th                                  | 1981年10月21日                       | MODERN TIMES                         | LP                                   | ALR-28028                            |                                      |
| キングレコード                       |                                      |                                      |                                      |                                      |                                      |
| 4th                                  | 1991年8月5日                         | 夢を紡ぐ季節                         | CD                                   | KICS-119                             |                                      |

#### コラボレーションアルバム
| 名義       | 発売日    | タイトル             | 規格 | 規格品番 | 発売元               |
| ---------- | --------- | -------------------- | ---- | -------- | -------------------- |
| キド・アイ | 1981年5月 | ジョキジョキテーラー | LP   | CX-127   | キャニオン・レコード |

#### タイアップ曲
| 楽曲                            | タイアップ                                               | 収録作品                                    | 時期   |
| ------------------------------- | -------------------------------------------------------- | ------------------------------------------- | ------ |
| 悲しみのむこうに                | フジTVゴールデンドラマ『妻は霧のなかで』主題歌           | シングル『悲しみのむこうに』                | 1980年 |
| かげりゆく夏に                  | フジTVゴールデンドラマ『妻は霧のなかで』挿入歌           | シングル『悲しみのむこうに』                | 1980年 |
| 琥珀色の日々                    | サントリー『トリスウイスキー』「雨と子犬」篇 CMソング    | シングル『琥珀色の日々』                    | 1981年 |
| WOMAN WOMAN                     | テレビ朝日『素敵なミセスに』テーマ曲                     | シングル『WOMAN WOMAN』                     | 1982年 |
| 瞳に映して                      | 日本テレビ系30局ネット『徳光和夫のTVフォーラム』テーマ曲 | シングル『瞳に映して』                      | 1984年 |
| 夢を紡ぐ季節 〜時は今、君の中〜 | iichiko CMソング                                         | シングル『夢を紡ぐ季節 〜時は今、君の中〜』 | 1991年 |

## テレビ

### NHK紅白歌合戦出場歴
| 年度/放送回               | 回 | 曲目                 |
| ------------------------- | -- | -------------------- |
| 1972年（昭和47年）/第23回 | 初 | さよならをするために |

注意点
- 出演順は「出演順/出場者数」で表す。

### その他
- FNS歌謡祭（2010年12月4日、フジテレビ）
- ハッピーリビング（1979年 - 1981年、テレビ埼玉） - 孝のみ（司会）
- カラオケ1ばん（1994年10月 - 2004年3月、テレビ埼玉） - 孝のみ（司会）
- THE MUSIC DAY（2014年・2017年、日本テレビ）
- 徹子の部屋（テレビ朝日）
- はなまるマーケット（TBS）
- ハートネットTV（ Eテレ）
- グッドモーニング（テレビ朝日）
- ルックルックこんにちは（日本テレビ）
- ライオンのごきげんよう（フジテレビ）
- ミュージックフェア（フジテレビ）
- ジャスト（TBS）

### 主なCM曲
- 三和酒類「いいちこ」CM曲（後述）
- ANA 全日空（雪に抱かれて）
- 花王石鹸
- グリコ「スポロガム」
- サントリー「トリス・子犬編」（カンヌ国際広告祭金賞受賞作品） - 琥珀色の日々
- 週刊朝日 - 「TUESDAY'S LOVE」
- DHCサウンドロゴ
- 東京電力（愛は休みなく）
- 東邦ガス（街に咲く花編）
- フジパン
- 明星食品「めん吉」
- ライオン「あなたのためなら」
- ロッテ（小さな瞳）　メジャーデビュー前
- 日本コカ・コーラ「うるおいの世界・街編」
- 藤崎百貨店「好きさこの街が…」（菅原進（ビリー・バンバン）名義）
- 亀宗「ライフフレンド亀宗」（亀宗のテーマソング。茨城放送でCMを流していた。）
- ABCハウジング（いつの間にか時は流れ）作詞作曲は菅原進（ABCラジオ｢おはようパーソナリティ道上洋三です｣にビリーバンバンとしてゲスト出演した際、本人が作詞作曲したことを紹介した。）

### ナレーション
菅原孝
- デアゴスティーニ「アートコース」
- 京セラ「クレサンベール」
- S&B「ナチュラルな生クリームのシチュー」
- クレバリーホーム（新しい季節に）
- JAグループ（ひとりじゃないから） - 出演
- アデランスファーザーズクラブ（白いブランコ） - サウンドロゴ

### CM出演
- とっとり花回廊（ビリーバンバン篇） - 歌・ナレーション
- アース製薬（網戸に虫こない）※ロシア民謡「ボルガの舟歌」の替え歌。

### 「いいちこ」CM曲
Susumu Sugawara
- 「時は今、君の中」1986年 - 1990年
- 「夢を紡ぐ季節〜時は今、君の中〜」1991年 - 1992年
CM撮影場所:ドナウ・デルタ（ルーマニア）、イビザ（スペイン）、ヴェネツィア（イタリア）、ユリア・パス（スイス）、ラップランド（フィンランド）
- 「IT'S NICE TO BE WITH YOU」1992年
CM撮影場所:カーディフ（英ウェールズ）

Billy Banban
- 「さよならをするために」1993年 - 1994年 
CM撮影場所：エーゲ海
- 「遅すぎた季節」1994年 - 1999年 
CM撮影場所：アイルランド、ウィーンの森（オーストリア）、ポルトガル、コルシカ島（フランス）、アルゼンチン
- 「砂漠の薔薇 Rose de sable」1999年 - 2001年
CM撮影場所：サハラ砂漠のオアシス、ナマクアランド（南アフリカ）
- 「今は、このまま」2001年 - 2005年
CM撮影場所：アイスランド、イングランドの水路、タルキートナ（米アラスカ州）、サンクトペテルブルク（ロシア）
- 「君の詩」2005年 - 2007年
CM撮影場所：トゥルトゥル（ポーランド）、ボストン（米マサチューセッツ州）
- 「また君に恋してる」2007年 - 2010年
CM撮影場所：コパチキリット（クロアチア）、ベルニナ（スイス）、アリゾナ（アメリカ合衆国）
- 「ずっとあなたが好きでした」2010年 - 2011年
CM撮影場所：ベリーズ
- 「愛は祈りのようだね」2011年 - 2013年
CM撮影場所：ノーザンライツ（カナダアルバータ州）、テキサスカウボーイ（アメリカ合衆国）
- 「これが恋というなら」2013年 - 2016年
CM撮影場所：ハドソン川（米ニューヨーク州）、ワナカ（ニュージーランド）、フロリダのライフセーバー（アメリカ合衆国）
- 「さよなら涙」2016年 - 2019年
CM撮影場所：サンディエゴ（米カリフォルニア州）、ケンブリッジ（英イングランド）
- 「ふたり物語」2021年 - 2024年
- 「いつか虹の向こうへ」2024年 -

「また君に恋してる」、「ずっとあなたが好きでした」、「愛は祈りのようだね」の3曲は、坂本冬美が歌唱したバージョンが「いいちこ日田全麹」（2009年 - ）のCMで使用されていた。撮影場所は日本国内であり、武士風の人物（的場浩司）が書院風の日本間に静坐しているものである。

## その他の活動
菅原孝
- おはようしずおか（1981年、静岡けんみんテレビ） - 司会
- 白い国紀行（ミヤギテレビ） - 司会
- ミュージカル『魔女の宅急便』（1995年、蜷川幸雄演出） - オキノ 役
- カラオケいちばん（テレビ埼玉） - 司会
- 菅原孝のコケコッコー!（文化放送） - パーソナリティ
- オープンサロン834（2005年 - 2011年3月、エフエム世田谷） - 木曜日パーソナリティ
- 午後は○○おもいッきりテレビ（日本テレビ） - ゲストコメンテーター
- 松本清張生誕100年記念作品ドラマ 駅路（2009年4月11日、フジテレビ） - マスター 役
- お父さんのビジネス英語 〜すぐに役立つオフィスの英語〜（2001年 - 2003年、Eテレ） - 司会

ほか

菅原進
- ドラマ『町』（1997年、フジテレビ系）※芸術大賞受賞作品
- クロスカヴァー・ソングショー #3・#4『菅原進×藤田恵美〈前編・後編〉』（2015年5月20日・27日〈初回放送〉、歌謡ポップスチャンネル）※リピート放送あり
- Anison Days (2021年 BS11)
- 坂崎幸之助のももいろフォークNEXT (2021年　フジテレビNEXT)
- アニソンPARTY! (2022年 文化放送)
- ディアフレンズ　(2022年 TOKYO FM )
- 山崎怜奈の誰かに話したかったこと。(2022年 TOKYO FM )　
- K'S TRANSMISSION (NACK5)
- マツコの知らない世界　(2025年　TBSテレビ)
- アンハッピーアワード　(2024年　TBSテレビ)　等

ビリーバンバン
- 新平四郎危機一発 第4話（1969年10月22日、TBS）
- 3丁目4番地 第10話（1972年、日本テレビ）

書籍
- 『さよなら涙　リハビリ・バンバン』秀和システム（2017年）（※初の自伝的エッセイ）